# 흰꼬리고산밭쥐
흰꼬리고산밭쥐(Alticola albicaudus)는 비단털쥐과에 속하는 설치류의 일종이다. 인도와 파키스탄에서 발견된다.

## 분포 및 서식지
히말라야산맥 발티스탄 지역과 인도 북서부 라다크 지역에 분포한다. 암반 사이와 덤불 숲에 서식하는 것으로 추정된다.